# Григорьева, Людмила Алексеевна
Людмила Алексеевна Григорьева (род. 2 сентября 1940) — российский политический деятель. Член Совета Федерации Федерального Собрания Российской Федерации от Камчатского края.

## Биография
Окончила Иркутский учётно-кредитный техникум в 1963 г., Московский финансово-экономический институт (заочно) в 1970 г..
С 1985 г. работает в должности заместителя начальника Главного управления Центрального Банка РФ по Камчатской области.
В декабре 1995 г. неудачно баллотировалась на выборах в Государственную Думу РФ как независимый кандидат.
В ноябре 1996 г. на выборах главы администрации Камчатской области заняла пятое место среди восьми претендентов, набрав около 6 % голосов избирателей.

### Совет Федерации
Депутат Совета Федерации Федерального Собрания Российской Федерации первого созыва от Камчатского края с января 1994 по январь 1996, избран 12 декабря 1993 по Камчатскому двухмандатному избирательному округу № 41.